# La Platte Mare

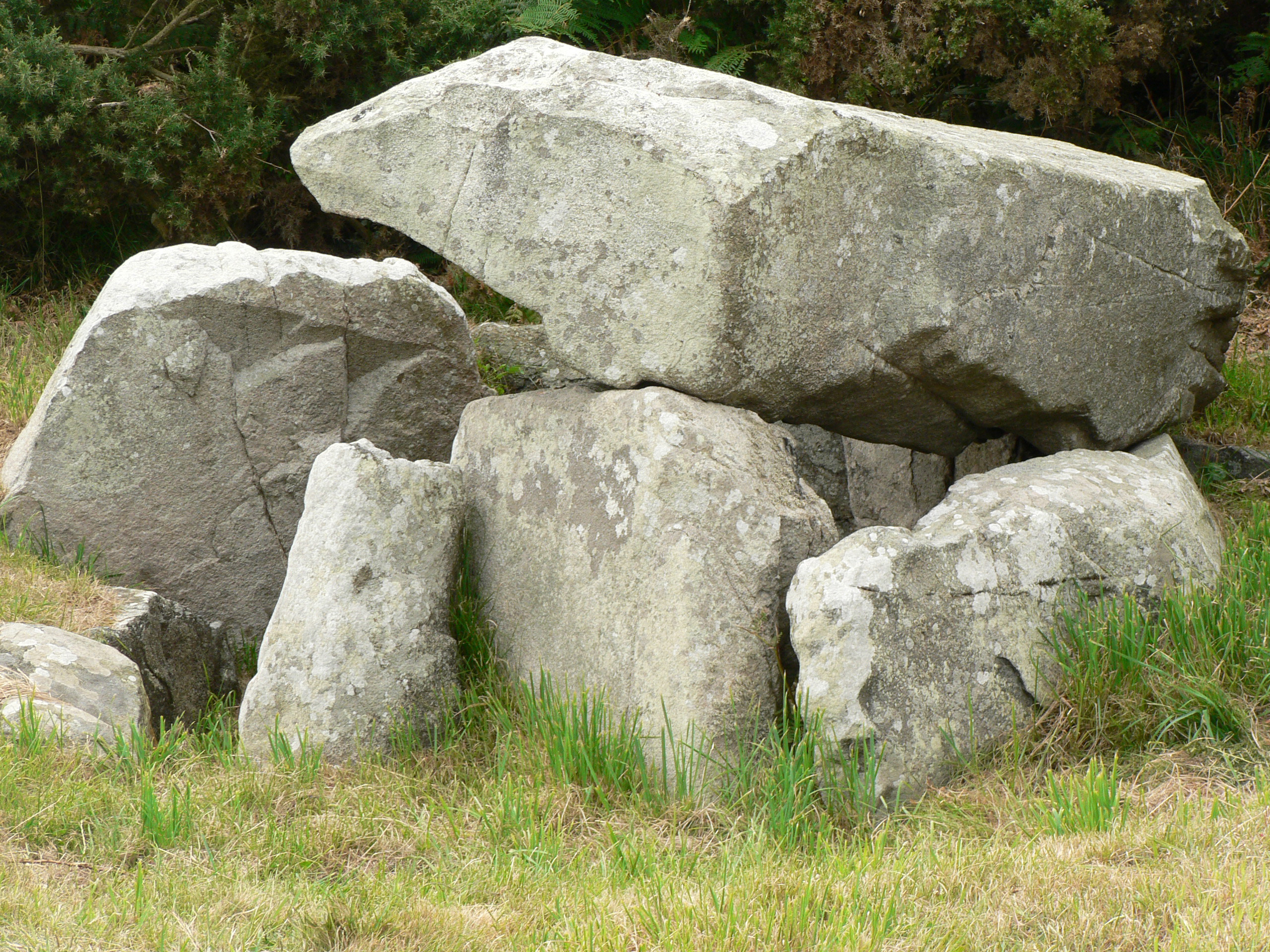
La Platte Mare

Die Reste zweier kleiner Dolmen oder Steinkisten von La Platte Mare liegen auf dem Gelände des L’Ancresse Golf Clubs, etwa 100 m nördlich von Les Fouaillages in Vale im Norden der Kanalinsel Guernsey.
Die megalithische Kiste/Kammer auf der Westseite besteht aus sieben aufrechten Steinen und einem aufliegenden Deckstein. Der heutige Grundriss ist jedoch irreführend, da die ursprüngliche Ordnung gestört wurde. Ursprünglich scheint es eine polygonale Steinkiste gewesen zu sein. Sie ist von einem Rundhügel von etwa 5,0 m Durchmesser mit einem Rand aus Platten und Felsen umgeben. Das Layout des Typs ist als „cist-in-circle“-Denkmal bekannt.
An der Seite des nördlichen Steines befindet sich als außergewöhnliches Merkmal eine gebogene Reihe von zwölf Schälchen, von denen sieben sichtbar sind; die anderen liegen im Boden. Das zeigt, dass dieser Stein, einst vermutlich der zweite Deckstein, vor Jahren an die falsche Stelle versetzt wurde. Die Schälchen bilden (abgesehen von einer Figur, die auf dem Deckstein von Le Dehus) das einzige Beispiel für Petroglyphen auf der Insel.
Ein paar Meter entfernt liegen die Überreste der zweiten Kiste oder Kammer.
Die Megalithanlage wurde zwischen 1837 und 1840 von Frederick Corbin Lukis (1788–1871) ausgegraben. Die Funde bestanden aus einem Becher und spätneolithischer Keramik, zwei polierten Steinäxten und einer Pfeilspitze aus Feuerstein. Bei den Ausgrabungen von Les Fouaillages in der Nähe wurde 1981 die Gelegenheit genutzt, die Kammer und den umgebenden Hügel erneut zu untersuchen. Die Kammer war gründlich geleert worden, aber der größte Teil des Hügels war ungestört und Keramik der Glockenbecherkultur aus der frühen Bronzezeit wurde gefunden. Die Kiste stammt somit aus der Zeit um 2500 bis 1800 v. Chr.
In der Nähe liegt auch der Dolmen La Varde.